# Stratus (nor)
Stratus sunt nori de joasă altitudine caracterizați prin stratificarea orizontală și o bază joasă, uniformă. Termenul de stratus se referă la un nor plat fără caracteristici importante și de obicei de culoare albă sau gri. Numele de stratus vine din limba latină, prefixul strato- însemnând stratificat.
Norii Stratus produc burniță sau ninsori slabe cantitativ sub formă de grăunțe de zăpadă. Acești nori se pot forma ca urmare a disipării ceții de dimineață.

## Formare
Norii Stratus se formează când un strat de aer cald și umed este ridicat de la nivelul solului și depresurizat. Acest fenomen duce la creșterea umidității relative datorită răcirii adiabatice.
Norii Stratus se pot forma de asemenea similar formării ceții, când temperatura ambientală scade, iar umiditatea relativă crește. Atunci când temperatura scade sub temperatura punctului de rouă, norii Stratus se pot forma.

## Caracteristici
Norii Stratus sunt nori fără caracteristici notabile, de obicei de culoare albă sau gri. Pot fi formați din particule de apă sau cristale de gheață în funcție de sezon și temperatura ambientală.

## Specii
- Stratus nebulosus (St neb) - Apar ca nori fără caracteristici notabile sau ca un văl alb sau gri. Se întâlnesc la altitudini joase și indică stabilitate în atmosferă și implicit o stabilitate a fenomenelor meteorologice asociate. Produc adesea burniță și grăunțe de zăpadă.
- Stratus fractus (St fra) -  nor cu o aparență de pânză fracturată. Sunt produși deseori din specia stratus nebulosus, fiind frânți de vânt. Apar adesea asociați cu norii ce dau precipitații moderate. Se pot forma și la poalele munților și pot fi asociați cu Nimbostratus.

### Varietăți privind opacitatea
- Stratus opacus - Apar ca niște nori cu structură lăptoasă și sunt suficient de opaci să nu permită soarelui să fie vizibil.
- Stratus translucidus - Acești nori sunt considerați mai subțiri ca varietatea opacus deoarece permit lunii și soarelui să fie vizibile.

### Varietăți privind forma
- Stratus undulatus - Sunt nori în structura cărora se observă ondulații ușoare. Aceste ondulații sunt cauzate de vanturile variabile de joasă altitudine.

### Nori accesorii și particularități suplimentare
Norii Stratus nu produc nori accesori. Principala particularitate suplimentară o reprezintă varietate praecipitatio, cuvânt derivat din latină, însemnând precipitații. Norii Stratus, datorită altitudinii joase, nu produc fenomenul de Virga.

## Galerie

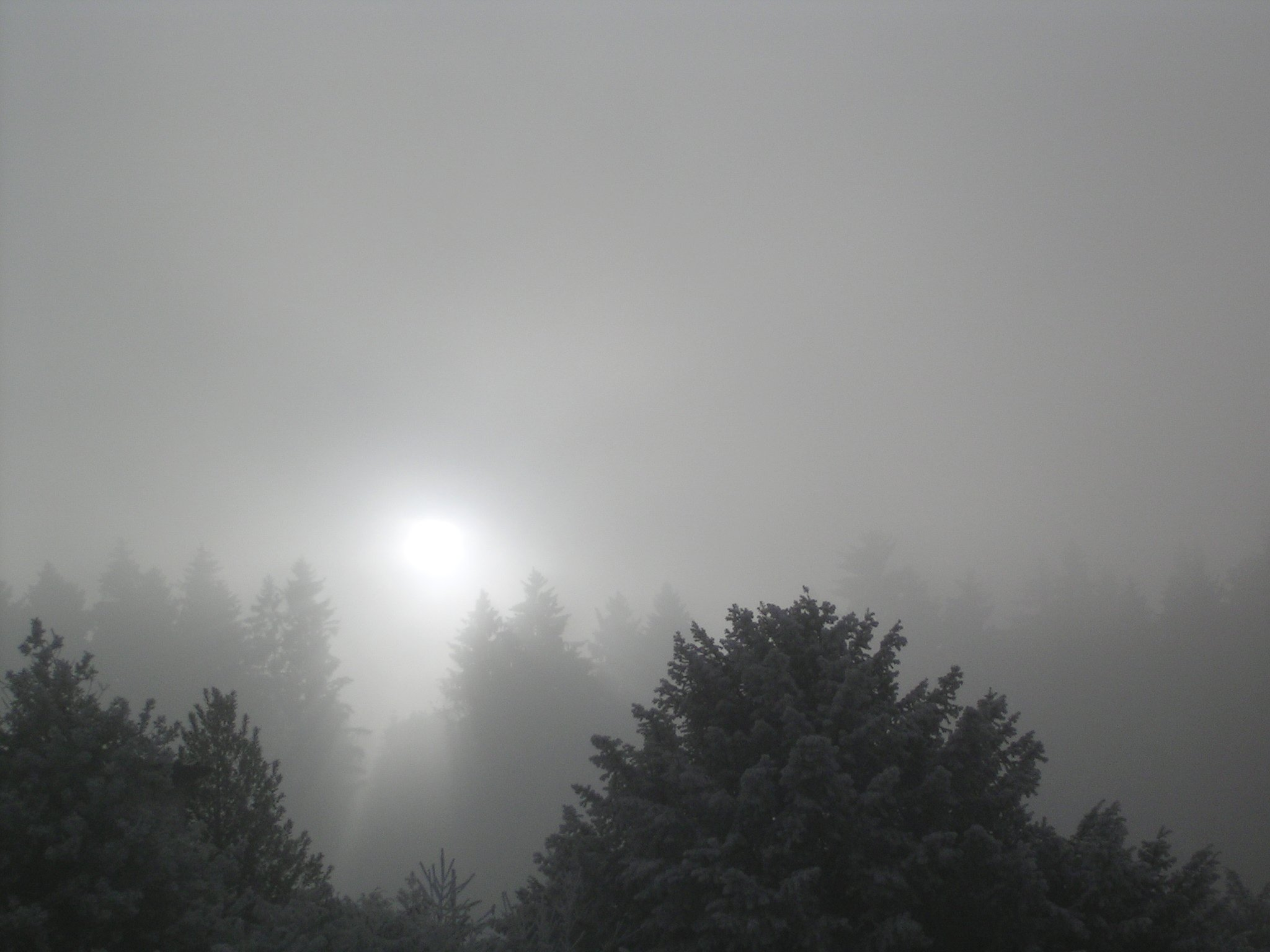
Stratus nebulosus translucidus
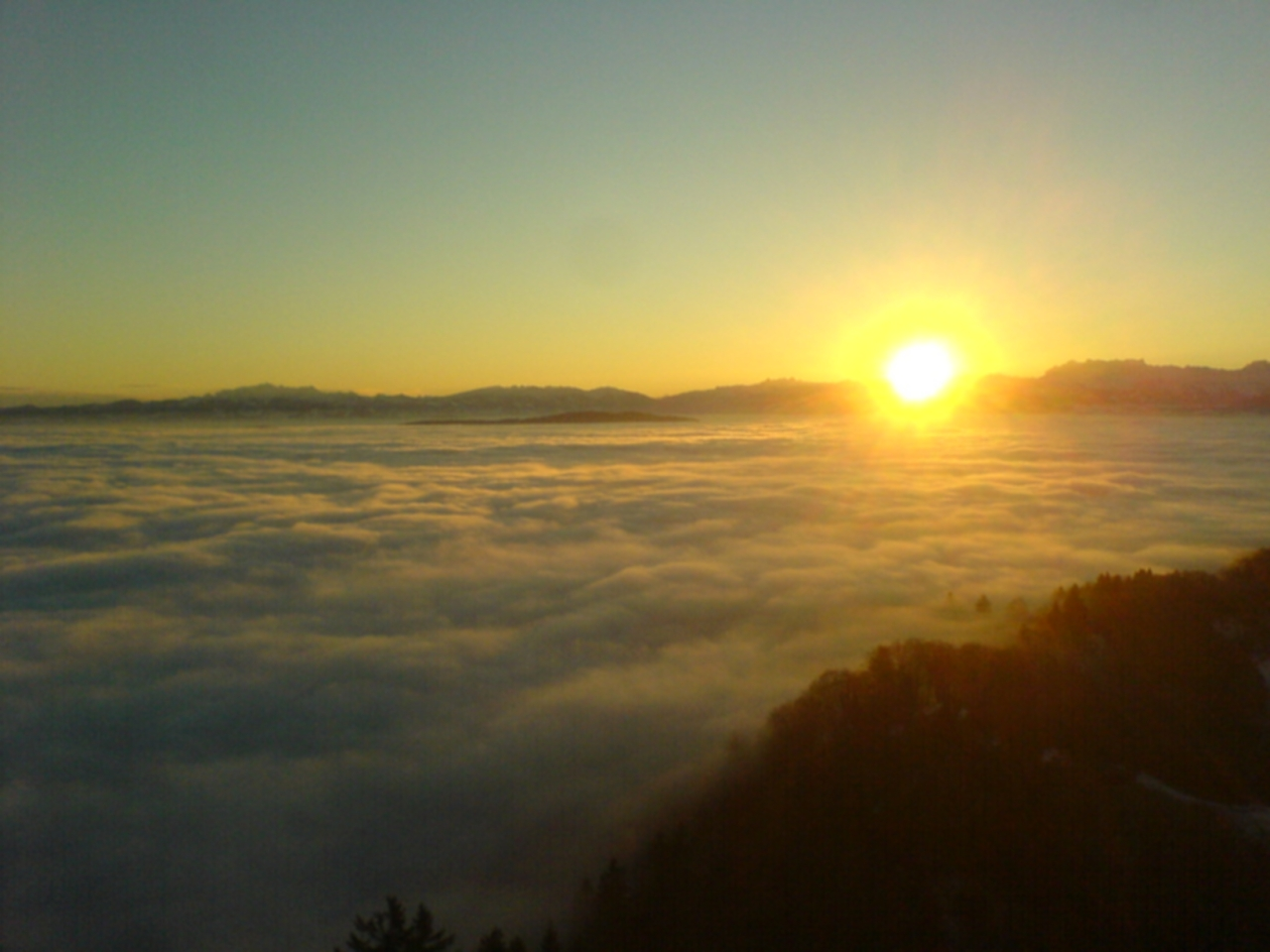
Stratus nebulosus de deasupra
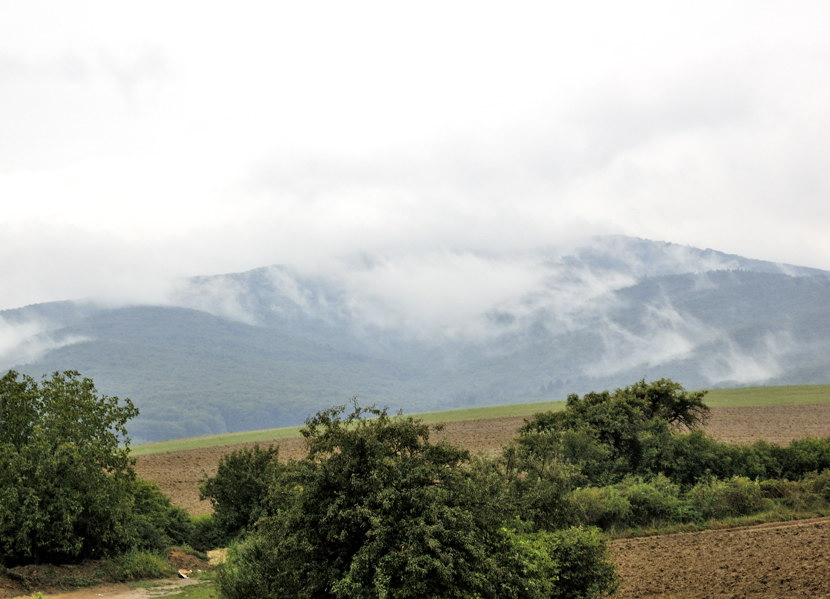
Stratus fractus